# Radio Bajka
Radio Bajka – polska rozgłośnia radiowa o profilu poznawczo-edukacyjnym, działająca w latach 2011– 2016, skierowanym do dzieci i ich rodziców. Siedziba stacji znajdowała się Warszawie, a nadawała na terenie Warszawy i Krakowa.

## Historia
Wcześniej, 6 czerwca, rozpoczęto emisję testową. Stacja rozpoczęła oficjalne nadawanie 27 czerwca 2011 roku. Właścicielem rozgłośni była Bajka – Fundacja na Rzecz Rozwoju Dzieci. Nadajniki Radia Bajka znajdowały się w Warszawie (87,8 MHz, ERP 0,1 kW) i Krakowie (95,2 MHz, ERP 0,1 kW). Stacja wygrała także konkursy na częstotliwości w Szczecinie i we Wrocławiu – częstotliwości tych nigdy nie uruchomiła.
Sygnał emitowany był całodobowo. Głównym elementem ramówki były pojawiające się w godzinach 6:00–21:00 audycje skierowane do dzieci w przedziale wiekowym 2–7 lat. W godzinach 21:00–23:00 emitowano programy poradnikowe dla rodziców, a po 23:00 audycje z muzyką z gatunku jazz i smooth jazz. W takim formacie nadaje obecnie główny konkurent Radia Bajka i Polskie Radio Dzieciom.
W nocy z 30 listopada na 1 grudnia 2015 roku stacja przestała nadawać audycje na żywo emitując wyłącznie piosenki przeplatane dżinglami stacji, po czym wyłączyła nadajniki. Koncesja z grudnia 2010 roku, na podstawie której odbywało się nadawanie, została bowiem zaskarżona przez spółkę Radio Językowe z Lublina i proces jej przyznania był badany przez Wojewódzki Sąd Administracyjny. Właściciel stacji unikał komentarzy na ten temat, zaś w marcu 2017 Urząd Komunikacji Elektronicznej wydał decyzję o wygaśnięciu rezerwacji częstotliwości dla stacji. Z uwagi na długotrwałe zaprzestanie nadawania, 30 listopada 2017 roku KRRiT podjęła uchwały w sprawie cofnięcia koncesji.
16 października 2017 na częstotliwości 87,8 MHz w Warszawie pojawił się przekaz Radia Wnet. Stacja ta następnie zajęła również drugą uruchomioną przez Radio częstotliwość, a następnie otrzymała w konkursie również częstotliwości, które Bajka wcześniej otrzymała, ale ostatecznie nie uruchomiła emisji.